# Albons
Albons és un municipi de Catalunya situat a la comarca del Baix Empordà. El 2022 tenia 797 habitants.

## Geografia
- Llista de topònims d'Albons (Muntanyes, serres, collades, indrets, rius, fonts, edificis: cases, masies, esglésies…).

## Història
L'origen del poble són les fortificacions de l'antic castell i l'església parroquial de Sant Cugat, on més tard es va formar un conjunt de cases agrupades entorn del pujol.
El lloc i l'església apareixen documentats a partir del segle xii amb les formes Alburnos, Alburnis i Albornis. El castell de la vila està citat a documents del segle xiii. A començament del segle xiv el comte d'Empúries Ponç V la va fer fortificar.

## Economia
Agricultura de regadiu i de secà. Ramaderia de bestiar oví, boví i porcí i activitat turística.

## Demografia
| 1497 | 1515 | 1553 | 1787 | 1887 | 1900 | 1920 | 1950 | 1970 | 2010 | 2024 |
| 40   | 50   | 51   | 264  | 582  | 584  | 692  | 652  | 573  | 710  | 830  |

## Política[Cal actualitzar]
| Candidatura | Candidatura         | Cap de llista              | Vots | Regidors | % vots |
| ----------- | ------------------- | -------------------------- | ---- | -------- | ------ |
|             | Convergència i Unió | Joan Hostench i Doñabeitia | 232  | 7        | 90,27  |
| Total       | Total               | 232                        | 232  | 7        |        |

## Llocs d'interès

### La capella de Sant Grau

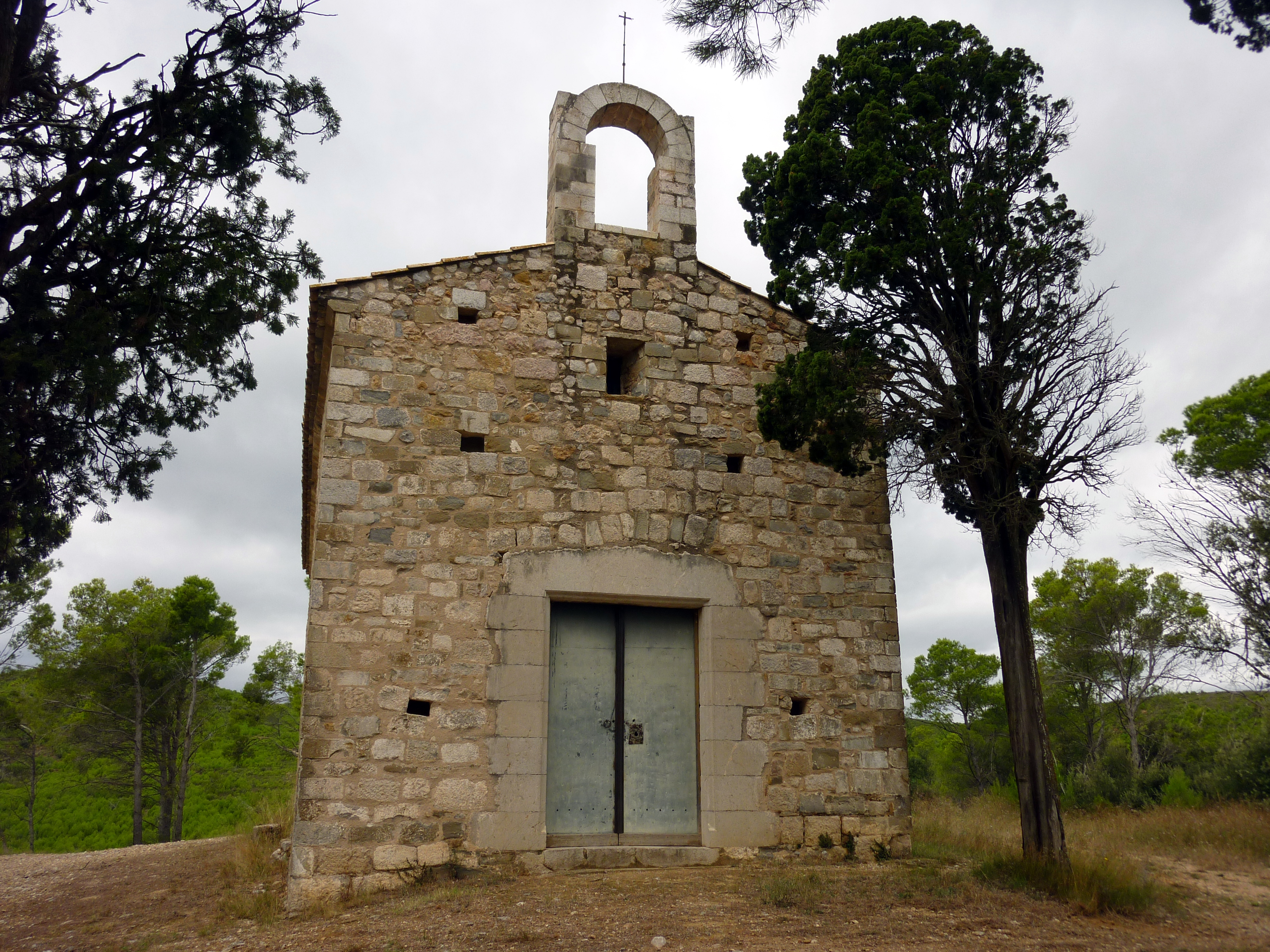
Capella de Sant Grau d'Albons

Aquesta modesta capella romànica es dreça a mig camí del Puig Segalar, enmig de boscos de pins i alzines, i s'hi accedeix fàcilment pel camí que va des de la Creu fins dalt el turó i cap a Garrigoles.
Del primitiu temple només en queda la nau, rectangular i senzilla. L'absis ha desaparegut i en el seu lloc es va aixecar un mur en angle recte respecte els més llargs, que constitueix la façana principal de l'edifici i en el que s'hi va obrir la porta d'accés, de manera que el temple ara està girat, amb la porta a llevant i la façana romànica original convertida en capçalera una vegada tapades totes les obertures.
Malgrat que no hi ha dades documentals que ho puguin confirmar, sembla que l'estructura romànica original és del segle xi, mentre que l'actual façana pertany al segle xviii.
Gràcies a la restauració del 1986 es van poder recuperar alguns elements arquitectònics i l'aspecte original de bona part de la nau. Es van tornar a obrir algunes obertures que estaven tapades, finestres i la porta primitiva; fou retirada la capa d'enguixat modern de les parets interiors i la volta i es va refer l'enrajolat del terra.
Durant anys l'ermita de Sant Grau ha gaudit de la veneració popular. Des de sempre, sense que es conegui cap període d'interrupció, el dia de Sant Grau, el 13 d'octubre, els veïns d'Albons i rodalia pugen a l'ermita pel vell camí per celebrar la diada. Com que el temple es troba tancat durant la resta de l'any, la imatge del Sant es desa a l'església del poble, però se’l puja expressament aquell dia per celebrar el culte.

### Castell d'Albons
El principal edifici civil del poble és el castell, rehabilitat i convertit en diversos habitatges a començament dels anys vuitanta del segle passat, tot i respectant-ne l'estructura.
Des de la Plaça del Poble, la gran esplanada davant el castell, en la que en altre temps deuría haver-hi la resta de construccions i dependències annexes al casal, es pot contemplar la llarga façana de l'edifici, amb un gran portal dovellat dels segles xiv-xv que dona accés al pati interior, delimitat per la banda sud pel mur de l'església de Sant Cugat. Dins el pati, no obert a les visites, es conserva una altra portalada dovellada, també dels segles xiv-xv i finestres rectangulars de la mateixa època.
Encara que l'aspecte que actualment presenta l'edifici és el d'un casal fortificat del segle xv amb les reformes i modificacions puntuals que s'hi han anat introduint durant els darrers cinc-cents anys, el seu origen és més antic. Es documenta a començaments del segle xiii entre els béns de la família dels Torrent i se’n coneixen algunes vicissituds i possessors en èpoques diferents, constituint el motiu de litigis a inicis del segle xiv entre el comte Ponç-Hug d'Empúries i el Rei Jaume II, el qual prohibí al primer que continués les obres de fortificació d'Albons i Bellcaire. És, sens dubte, l'edifici més emblemàtic del poble.

### Sant Cugat d'Albons
L'església parroquial d'Albons, situada en el punt més enlairat del poble, és un edifici romànic que fou edificat en dues etapes. La primera, als segles x-xi i, la segona, als segles xii-xiii.
Com que tot l'interior està arrebossat, excepte els arcs torals, és difícil veure l'aparell de les diferents fases constructives. Aquestes només es poden apreciar des de l'exterior del temple. Hi podem veure clarament diferenciades les dues èpoques. La primera inclou l'absis i la major part de la nau, amb un aparell de carreus o pedres de mida petita, no gaire ben tallades, posades en fileres que no sempre segueixen una regularitat ni una linia horitzontal. Segurament és degut a la mida i forma irregular de les pedres. A l'absis també hi trobem aquests tipus de pedres, més visibles sobretot a la meitat superior

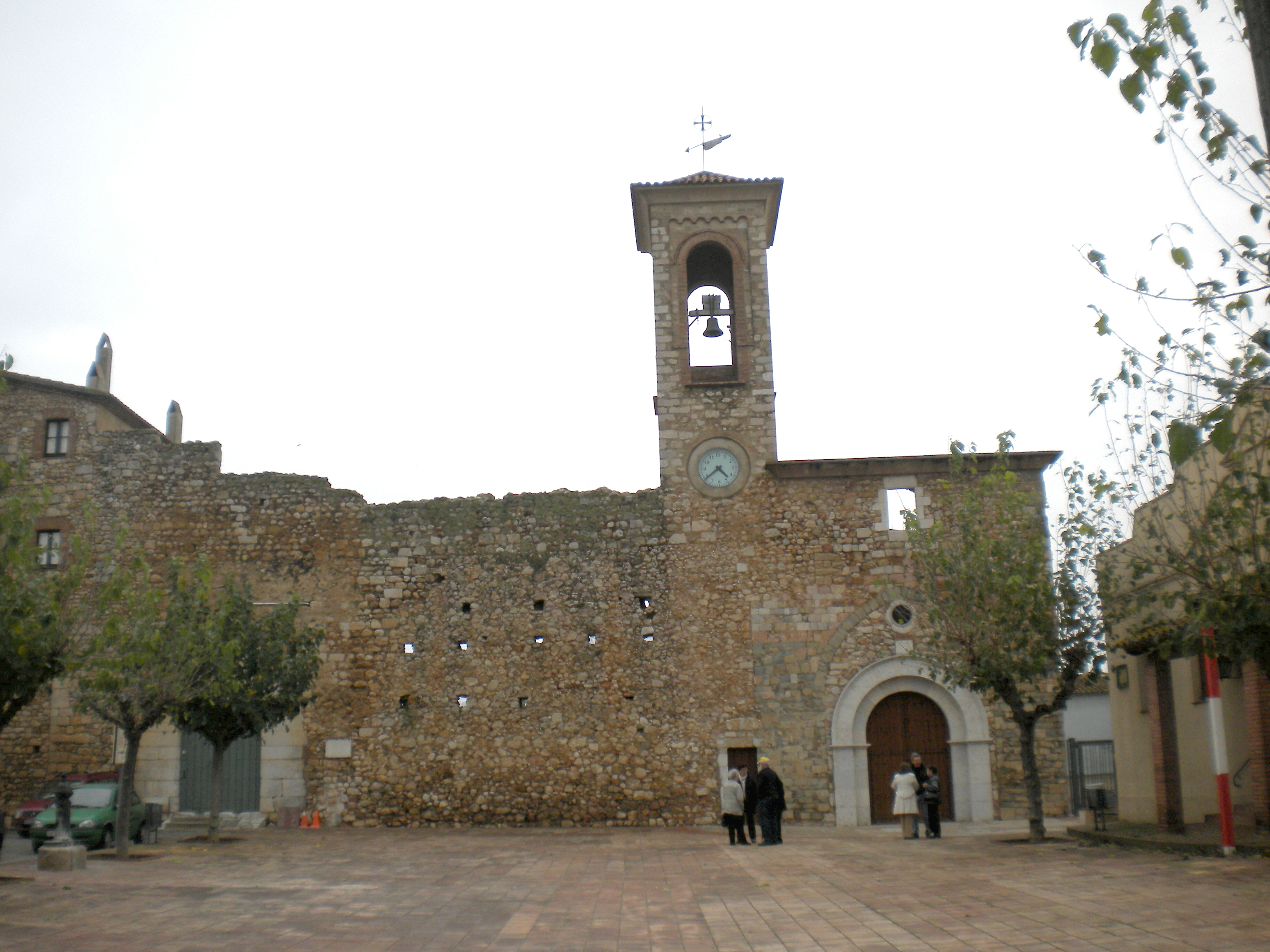
Castell i Església d'albons

Aquesta primera nau es va allargar cap a l'oest en una segona fase constructiva. És una ampliació de pocs metres de llargada, que es pot veure perfectament gràcies al canvi d'aparell del mur que dòna a migdia, però sobretot al de tramuntana, que queda dins el pati del castell.
La façana, de cara a la plaça del poble, ha estat encara més alterada. Després de la darrera restauració, que ha llevat les restes d'arrebossades modernes que encara hi quedaven, s'hi poden veure clarament els diferents canvis d'aparell i l'aresta que senyala l'inici de la primitiva coberta, sobreaixecada en un moment indeterminat. L'actual portalada d'entrada encara és més recent, dels anys cinquanta del segle passat. Per tant, no té res a veure amb l'edifici romànic.
Encara que l'església es data amb tota probabilitat al segle xi, no apareix citada documentalment fins a l'any 1279 i 1280 com ecclesia de Albornis. El seu caràcter d'església parroquial també queda documentat en el segle xiv, com a Ecclesia parrochialis de sancti Cucuphatis de Albornis. El lloc d'Albons, en canvi, apareix abans. Joan Badia i Homs, possiblement el millor coneixedor del romànic empordanès, cita documents dels anys 959, 980 i 989 en els que apareix el lloc amb les fórmules Alborz, Alburne i Alburze. Aquest últim, en el testament del comte Gausfred d'Empúries-Rosselló, llegant unes vinyes del terme d'Alburze a l'església d'Empúries.

### El nucli medieval
El nucli antic d'Albons no ha conservat massa bé la seva estructura original. El creixement del poble a partir del primitiu recinte, l'obertura de vials fora muralla durant els darrers segles i la lògica expansió urbana que ha enregistrat, han desfigurat la primitiva estructura d'un nucli edificat en el punt més alt del turó, a l'entorn de l'església i el castell.
Del teixit urbà medieval en queda ben poca cosa, però es pot resseguir més o menys bé, i a vegades endevinar, a partir de restes puntuals que apareixen en diferents llocs. La més ben conservada és la única torre coneguda del recinte murat, que podem veure a l'inici del carrer del Doctor Ramón Martí. És una torre de planta rectangular, conservada fins uns cinc metres d'alçada, amb dues espitlleres al costat nord i tres a la cara oest. Possiblement formava part de les defenses de la porta principal d'entrada al recinte emmurallat.
La resta de la muralla, si s'ha conservat, ha quedat integrada a les cases del poble, modificada, arrebossada i tapada per les construccions posteriors. El seu traçat es pot resseguir força bé pels costats de llevant i de migdia; en part, gràcies a l'estructura urbana del poble i a la nomenclatura dels carrers.
El carrer Nou, al costat est, darrere el castell, ha conservat aquest nom que tradicionalment s'ha atorgat gairebé sempre a les noves vies que s'obrien en els nostres pobles fora muralla. El carrer Puig i Sais –un nom modern- sembla que és el que ressegueix l'antic recinte pel sud. Pel costat oest, el tram de muralla al que estaría unida la torre que citàvem, no és visible. Però sembla que seguiría la part posterior de les cases que ara tenen la seva façana al carrer del Pla. I pel que fa a la banda nord, és encara més difícil delimitar el nucli medieval, encara que possiblement caldría situar-lo paral·lel al traçat del carrer Balmes.

### Casa Massaguer
La Casa Massaguer és un mas de nova planta als afores d'Albons construït per Rafael Masó. Actualment encara es conserva.

## Persones il·lustres
- Hermenegild Puig i Sais (Albons, 1860 – Barcelona 1941) - Metge català